# Skimo
Skimo foi a primeira produção da Nickelodeon Latin America, totalmente produzida no México. Estreou no Brasil em 25 de outubro de 2006.

## Programa
Skimo conta a história de dois amigos chamados Fito e Tavo que transformam a loja de Don Filemón, prestes a ser vendida, numa lanchonete chamada Skimo.  No meio de tanto trabalho, eles ainda tem que conviver com os problemas da adolescência e as armações das gêmeas "diabólicas": Nora e Nori.  Porém no final, claro que com a ajuda de seus amigos, sempre resolvem os problemas e fazem do seu "empreendimento", O lugar mais legal do bairro.

## Episódios

### Primeira Temporada
- Daniela Luján participa do episódio 2.

- María Antonieta de las Nieves participa do episódio 6.

- Motel participa do episódio 4.

| #  | Título                       | Data de exibição       |
| -- | ---------------------------- | ---------------------- |
| 1  | A Inspeção                   | (14 de maio de 2006)   |
| 2  | A Garota da Discordia        | (25 de maio de 2006)   |
| 3  | A Briga                      | (1 de junho de 2006)   |
| 4  | A Aposta                     | (8 de junho de 2006)   |
| 5  | Fatimelodrama                | (15 de junho de 2006)  |
| 6  | O aniversário de Fito        | (22 de junho de 2006)  |
| 7  | A Fórmula secreta            | (29 de junho de 2006)  |
| 8  | O Baby Shower                | (6 de julho de 2006)   |
| 9  | O Fantasma                   | (13 de julho de 2006)  |
| 10 | Mentira                      | (20 de julho de 2006)  |
| 11 | Skimo Agradece a Sua Limpeza | (27 de julho de 2006)  |
| 12 | O Namorado da Úrsula         | (3 de agosto de 2006)  |
| 13 | Skimo Fecha                  | (10 de agosto de 2006) |

### Segunda Temporada
| #  | Título                   | Data de exibição          |
| -- | ------------------------ | ------------------------- |
| 14 | Fechado Para Reformas    | (17 de agosto de 2006)    |
| 15 | Úrsula.Rebelde com Causa | (24 de agosto de 2006)    |
| 16 | O Empregado do Mês       | (31 de agosto de 2006)    |
| 17 | O Amor esta no Ar        | (7 de setembro de 2006)   |
| 18 | Caradura                 | (14 de setembro de 2006)  |
| 19 | Fito Lobito              | (21 de setembro de 2006)  |
| 20 | Especial de Natal        | (25 de dezembro de 2006)  |
| 21 | Areia Skimo              | (5 de outubro de 2006)    |
| 22 | Os 15 anos de Úrsula     | (12 de outubro de 2006)   |
| 23 | Banda Skimo              | (19 de outubro de 2006)   |
| 24 | Troca de Personalidade   | (26 de outubro de 2006)   |
| 25 | Aulas de Francês         | (2 de novembro de 2006)   |
| 26 | Praga na Skimo           | (9 de novembro de 2006)   |
| 27 | Tavo diz Adeus           | (16 de fevereiro de 2007) |

### Terceira Temporada
| #  | Título                   | Data de exibição      |
| -- | ------------------------ | --------------------- |
| 28 | Cadê o Tavo ? Parte 1    | (23 de abril de 2007) |
| 29 | Cadê o Tavo ? Parte 2    | (23 de abril de 2007) |
| 30 | Mascara VS Skate         | (30 de abril de 2007) |
| 31 | Quarteto Skimo           | (7 de maio de 2007)   |
| 32 | A Descida do Mucho Mucho | (14 de maio de 2007)  |
| 33 | Skimo Loto               | (21 de maio de 2007)  |
| 34 | Novo Skimo               | (28 de maio de 2007)  |
| 35 | Aulas de Ballet          | (4 de junho de 2007)  |
| 36 | O Irmão de Tavo          | (11 de junho de 2007) |
| 37 | As Celebridades na Skimo | (18 de junho de 2007) |
| 38 | Teques                   | (25 de junho de 2007) |
| 39 | A Quermesse              | (1 de julho de 2007)  |
| 40 | Hospital Geral           | (8 de julho de 2007)  |

### Quarta Temporada
O Episódio 49 conta com a participação do grupo mexicano RBD
| #  | Título                       | Data de exibição         |
| -- | ---------------------------- | ------------------------ |
| 41 | A Fitocôndria                | (15 de outubro de 2007)  |
| 42 | Concorrências Saboteadas     | (22 de outubro de 2007)  |
| 43 | O Detector de Mentiras       | (29 de outubro de 2007)  |
| 44 | Miss Skimo(Senhorita Skimo!) | (7 de novembro de 2007)  |
| 45 | Fatima se Casa               | (14 de novembro de 2007) |
| 46 | Aulas de Artes               | (21 de novembro de 2007) |
| 47 | A Formatura                  | (28 de novembro de 2007) |
| 48 | Skimo Medieval-O Filme       | (4 de abril de 2008)     |
| 49 | Relembrando Momentos         | (11 de abril de 2008)    |

## Personagens
- TAVO (Miguel Santa Rita)

Tímido e metódico, Tavo termina sendo um tremendo chato, mas quando as pessoas o conhecem acabam vendo que ele é um bom rapaz que só quer organização e limpeza apesar de ajuizado. Apesar de suas diferenças, ele e Fito são grandes amigos e, por ser muito tímido, demora a perceber que na verdade é apaixonado por sua melhor amiga, Úrsula.
- FITO (Daniel Tovar)

Um garoto atrapalhado e despreocupado, conhecido pela sua cabeleira imensa e sua inteligência quase nula. Esse garoto, apesar de tudo, é uma boa pessoa que só perde por não ser muito responsável. É um paquerador incurável, mas não suporta Úrsula, a quem vive chamando de BRUXA.
Na segunda temporanda Fito entra na puberdade e aconteceram algumas mudanças nele, por causa dessas mudanças ele achava que iria se transformar em um lobo.
- NORA E NORI (Alejandra e Avelina Vazques)

Também chamadas de as "gêmeas diabólicas", as gêmeas idênticas de 13 anos nunca se separam, e vivem tramando contra os "pepinos" e contra a Skimo, mas apesar do jeito genioso delas ambas, fazem parte do lugar. Vivem falando "Assimilo e compreendo, incrível/criativa gêmea!". Na primeira temporada elas fazem uma aposta com os "pepinos" de que elas iriam montar uma concorrente próxima; elas conseguiram montar a "Skamo", mas a Skamo não deu certo, por isso os pepinos ganharam a aposta. No início da terceira temporada quando Fito, Ursula e Shi vão vistitar Tavo em Águas Calientes elas montam um livro falso, dizendo que era o manual da Skimo assumem o controle da Skimo, o que ocasionou muitos problemas para Fátima e Mucho-Mucho, mas eles não perceberam que tinha uma foto das duas na capa!!!.
- ÚRSULA (Tatiana Martinez)

A grande paixão secreta de Tavo se revela ser na verdade uma grande amiga. Sem nem imaginar o sentimento que Tavo tem por ela, é tão sincera e corajosa que diz o que pensa sem se importar com nada. Ela é a inimiga das gêmeas e usa o sarcasmo para se defender e, sempre que pode, ajuda Fito e Tavo a resolverem seus problemas, pois odeia a falsidade das gêmeas mais do que tudo no mundo. Ela tem 15 anos, demonstrou ter uma paixão enrustida por Fito no episódio "Tavo diz Adeus".
- FÁTIMA (Claúdia Bollat)

Ela é a cozinheira da Skimo. Cheia de vitalidade e carisma, é sonhadora e extremamente sensível. Qualquer crítica à sua comida ou ao carinho em excesso podem ferir seus sentimentos de solteira apaixonada. É como uma mãe italiana que gosta de abraçar e beijar a todos até o limite da asfixia. E, se for preciso mover algum móvel, quebrar paredes ou trocar o pneu do carro é por ela que se deve chamar. Na segunda temporada descobrem-se que ela é a lutadora de telecatch "Super Fat".
- MUCHO MUCHO (Oswaldo Ibarra)

É o típico “faz-tudo”, que sabe consertar qualquer coisa e tem todas ferramentas que se possa precisar (sempre as leva metidas em alguns de seus bolsos sem fundo). Todos podem contar com ele, está pronto para qualquer situação e surge nos momentos em que mais precisam dele ou nos mais inoportunos. Mucho-Mucho mora em cima da Skimo e é sempre a vítima inocente da burrice alheia.Tem uma queda pelas gêmeas,mostra isso em vários episódios.
- DÓN FILE MÓN (Pedro Romo)

Um homem estranho que é o proprietário da Skimo, sempre inventa algo, e diz ter dado a volta ao mundo. Depois do sexto episódio da segunda temporada, Don fIle não participa mais do programa. É revelado que é irmão do Seu Madruga, já que a sua sobrinha se chama Chiquinha ou Francisquinha
- CHI (Paul Cortinas)

Um garoto extremamente viciado em Video-games, é bem tímido e nunca fala nada.Falou só no ultimo episódio